# دونالد لي بارنز
دونالد لي بارنز (بالإنجليزية: Donald Lee Barnes)‏ هو لاعب كرة قاعدة أمريكي، ولد في 8 مايو 1894، وتوفي في 20 يوليو 1962.